# Gilmer (Texas)
Gilmer è una località degli Stati Uniti d'America, capoluogo della contea di Upshur, nello Stato del Texas.